# Дивайн, Грант
Достопочтенный До́нальд Грант Дева́йн (англ. Donald Grant Devine; род. 5 июля 1944, Реджайна, Саскачеван) — канадский политик. Премьер-министр Саскачевана с 8 мая 1982 по 1 ноября 1991.
Родился в Реджайне, получил степень бакалавра наук по сельскому хозяйству в 1967 году в Университете Саскачевана, магистра наук — в Университете Альберты в 1969 году, магистра делового администрирования — в Университете Альберты в 1970 году и доктора философии по сельскому хозяйству в Университете штата Огайо в 1976 году.
Будучи фермером, преподавателем и специалистом по сельскому хозяйству, до того как стать политиком Девайн преподавал в 1970-е в Университете Саскачевана.